# Црква Св. Архангела Гаврила у Придворици
Црква Св. Архангела Гаврила у Придворици саграђена на старом црквишту око 1895. године, једна је од цркава Бојничке парохије у саставу Јабланичког намесништва и Нишке епархије Српске православне цркве, посвећена Архангелу Гаврилу, благовеснику ваплоћења Сина Божјега и једног од седам великих анђела који предстоје престолу божјем.

## Положај и карактеристике
Црква Св. Архангела Гаврила, налази се на засеченој падини југоисточно од села Придворица у општини Бојник у Јабланичком округу. Придворица је чисто равничарско село, подигнуто на обалама Пусте Реке, која у овом делу пусторечке котлинице тече и прави меандре по ниском и водоплавном земљишту. Налази се на главном путу који од Лесковца води за Бојник, а између села Ђинђуше на истоку и Драговца на западу.
Географски положај
- Северна гографска ширина: 43° 00′ 11"
- Источна географска дужина: 21° 45′ 38"
- Надморска висина: 511 m

Према подацима забележеним на мермерној плочи изнад западних улазних врата, црква је саграђена на остацима старог средњовековног црквишта око 1895. године. Освећена је 26. септембра 1899. године од епископа нишког Господина Никанора, за владе краља Александра I Обреновића.

## Историја
Придворица је старо српско село, које свој српски етнички карактер није изгубило ни за време Османилјске власти. Михајло Лукаревић, га помиње у свом тефтеру, да је у њему имао своје дужнике – неког Радоту и неког Батоту.
Придворицу помиње и Фон Хан у свом путопису од Београда до Солуна и каже да је ово село 1858. године имало 18 српских (Хан каже бугарских) и три албанске куће.
Први српски путописац Мита Ракић у својој студији о Новој Србији, забележио је о првобитној цркви у Придворици ово: 
Има једна црквица, којој је олтар до пола срушен, а дотле има две стопе висок зид. Биле су две припрате, прва 6 а друга 8 корака дуга и 6 корака широка. Зидана је више каменом него туглом. У олтару, на десној страни, види се нешто мало од једног лика, испод којега једно СvТ. Пре педесет година црква је, кажу, била читава, па су је онда Арнаути срушили.
Садашња црква у Придворици подигнута је 1899. године. Источно од цркве и сада се јасно уочавају темељи старе црквице, вероватно оне коју је описао Мита Ракић.

## Опис грађевине
Црква Св. Арханђела Гаврила својим градитељским поступком, размерама и елегантном силуетом, саграђена је у тада, на овим просторима, преовлађујућем српско-византијском стилу као јединствен пројектански захват.
Храм који је споља окречен у бело, док су тамбури кубета од лепо сложених опека, је петокуполна грађевина на чију правоугаону основу су додате три полукружне конхе засведене полукалотама. Бочне конхе су упадљиво већег распона од олтарске апсиде. По дужини црква има четири травеја. Западни травеј, који је најмањи, преузео је улогу припрате, и засведен је полуобличастим сводом и издвојен плитким пиластрима.
Наос цркве чине три неједнака травеја надвишена куполама. Над централним простором средишњег травеја је највећа купола, док су изнад конхи две мање куполе.
Куполе цркве леже на тромпама, издуженог су тамбура, изнутра кружног а споља осмоугаоног, које носе лукови и полуобличасти сводови. Поткуполни простор је зналачким осмишљен надвишеним луковима, који је, заједно са издуженим тамбурима и степенасто сложеним кубичним постољима, што даје храму елегантну пирамидалну силуету.
Прозорски отвори због висине храма, позиционирани су у горњим зонама: на апсидама (бифоре и трифоре), кубичним постољима и са сваке стране осмоугаоних тамбура. Улазна врата храма која се налазе на западној и јужној страни, лучно су надвишена. На порталу изнад улазих врата, записано је:
„У славу Пресвете Тројице, а за време Благоверног краља Србије, Александра I подиже се овај свети храм светог Архангела Гаврила и освети се господином Никанором, епископом нишким, лета Господња 1899. септембра 26.“

### Фрескодекорација и иконостас
Унутрашњи зидови цркве и свод нису фрескодекорисани, већ су окречени у бело, на којима су засебно постављеним иконама са обе бочне стране наоса у једном реду.
Иконостас, једноставне дрвене конструкције са благо тордираним стубићима и упрошћеним капителима, је рађен у класицистичком стилу.

Иконе иконостаса и појединачне иконе изведене су у техници уље на платну. Осликана су почетка 20. века. 
Тачне пропорције, елегантни ставови, складно сложене боје са благом превлашћу пригушене црвене и плаве, упућују на академско образовање сликара,...чија је... школована рука сликара урадила је иконе изузетне уметничке вредности.

## Црквена порта
Југозападно од цркве је једновремени звоник саграђен у истом стилу као и црква. На звонику се налази  плоча на којој пише: 
„Године 1927, за време владавине краља Александра Карађорђевића I и епископовања Доситеја нишког, подигоше овај звоник добри хришћани Цркве придворачке са својим свештеником и народним послаником Васом Поповићем.“
Источно од цркве је старо гробље са фрагментованим надгобним плочама које упућују на старост локалитета. Југозападно од цркве је црквени конак од тврдог материјала. Зидан је за време свештениковања у овој цркви Васе Поповића, који је убијен на Духове 1932. године из политчких мотива.
Недалеко од придворичке цркве је ново сеоско гробље. На неколико метара од цркве, на југоисточној страни, ограђен металном оградом, стоји споменик двојице Милићевића-Херцеговаца – браће Обрена и Ђоке. Као добровољци они су дошли из Америке да ратују у Првом светском рату против Аустро-Угарске и у два дна обојица погинули у борбама на Церу 1914. године.